# Ходош, Имре
Имре Ходош (венг. Hódos Imre; 10 января 1928, Хайдунанаш, Хайду-Бихар, Венгрия — 23 апреля 1989, Дебрецен, Хайду-Бихар, Венгрия — венгерский борец греко-римского стиля, чемпион Олимпийских игр, призёр чемпионата мира, семикратный чемпион Венгрии (1952, 1953, 1954, 1956, 1957, 1960 в личном первенстве и 1953 в командном)

## Биография
На Летних Олимпийских играх 1952 года в Хельсинки боролся в категории до 57 килограммов (легчайший вес). Выбывание из турнира проходило по мере накопления штрафных баллов. Схватку судили трое судей, за чистую победу штрафные баллы не начислялись, за победу по очками при любом соотношении голосов начислялся 1 штрафной балл, поражение по очками при любом соотношении голосов или чистое поражение карались 3 штрафными баллами. Если борец набирал 5 или более штрафных баллов, он выбывал из турнира. Когда оставалось только три борца, они разыгрывали между собой медали (если не встречались в схватках до финального раунда). После начала финальных схваток, борцы могли продолжать выступления имея и более пяти штрафных баллов.
Титул оспаривали 17 человек. К финальным схваткам сложилось следующее положение: Имре Ходош сумел победить ливанца Захарию Шихаба, а ливанец смог одолеть советского борца Артёма Теряна. Исходя из количества штрафных баллов, в финальной схватке Теряну было необходимо побеждать чисто, тогда он занимал первое место. В случае любого другого исхода Терян отправлялся на третье место, а Имре Ходош становился первым. Венгерский борец сумел удержать нужный результат и проиграл по баллам.

Терян не давал венгру и секунды передышки, но каждый раз в последний момент Ходош выскакивал из тисков советского борца, выворачивался, убегал за край ковра… В то время не было побед за явным преимуществом, однако, по мнению Георгия Саядова, Артем Терян в этой схватке набрал не менее ста (!) баллов. Он безоговорочно выиграл у олимпийского чемпиона, но должен был довольствоваться только бронзой.
Впечатление от побед А. Теряна было таково, что при вручении наград произошёл беспрецедентный в истории Олимпиад случай. Представитель Олимпийского комитета, вручавший медали и только что наблюдавший разгром, который учинил Ходошу советский борец, перевел венгра на третью ступеньку пьедестала почета.

За столом судейской коллегии на мгновение воцарилась изумленная тишина. Венгерский представитель, придя в себя, принялся что-то горячо доказывать служителям Фемиды. Стряхнув оцепенение, к пьедесталу почета побежал главный судья и восстановил справедливость. Золотую медаль получил Ходош, серебряную — Шихаб, бронзовую — Терян.— http://www.noev-kovcheg.ru/mag/2012-17/3453.html
| Круг  | Соперник      | Страна                                    | Результат | Основание              | Время схватки |
| ----- | ------------- | ----------------------------------------- | --------- | ---------------------- | ------------- |
| 1     | Махмуд Хассан | Египет                                    | Победа    | 3-0 (1 штрафной балл)  | -             |
| 2     | Арво Киллёнен | Финляндия                                 | Победа    | 2-1 (1 штрафной балл)  | -             |
| 3     | -             | -                                         | -         | -                      | -             |
| 4     | Рейдар Мерли  | Норвегия                                  | Победа    | 3-0 (1 штрафной балл)  | -             |
| 5     | Захария Шихаб | Ливан                                     | Победа    | 2-1 (1 штрафной балл)  | -             |
| 6     | -             | -                                         | -         | -                      | -             |
| Финал | Артём Терян   | Союз Советских Социалистических Республик | Поражение | 3-0 (3 штрафных балла) | -             |

В 1953 году, проиграв Артёму Теряну, остался вторым на чемпионате мира.
На Летних Олимпийских играх 1956 года в Монреале боролся в категории до 57 килограммов (легчайший вес). Регламент турнира остался прежним, титул оспаривали 13 человек. Проиграв в четвёртом круге советскому борцу Константину Вырупаеву, набрал 5 штрафных баллов и выбыл из турнира, оставшись на 4 месте
| Круг | Соперник            | Страна                                    | Результат | Основание                | Время схватки |
| ---- | ------------------- | ----------------------------------------- | --------- | ------------------------ | ------------- |
| 1    | Рейно Нюкянен       | Финляндия                                 | Победа    | 3-0 (1 штрафной балл)    | -             |
| 2    | Кент Таунли         | Соединённые Штаты Америки                 | Победа    | 3-0 (1 штрафной балл)    | -             |
| 3    | Адольфо Диаз        | Аргентина                                 | Победа    | Туше (0 штрафных баллов) | 3:45          |
| 4    | Константин Вырупаев | Союз Советских Социалистических Республик | Поражение | 3-0 (3 штрафных балла)   | -             |

На Летних Олимпийских играх 1960 года в Риме боролся в категории до 57 килограммов (легчайший вес). Выбывание из турнира проходило по мере накопления штрафных баллов. За чистую победу штрафные баллы не начислялись, за победу по очками при любом соотношении голосов начислялся 1 штрафной балл, любое поражение по очкам каралось 3 штрафными баллами, чистое поражение — 4 штрафными баллами. В схватке могла быть зафиксирована ничья, тогда каждому из борцов начислялись 2 штрафных балла. Если борец набирал 6 или более штрафных баллов, он выбывал из турнира.
Титул оспаривали 28 человек. Имре Ходош в четвёртом круге получил травму, которая не позволила ему дальнейшее участие в турнире и он выбыв, остался на 11 месте.
| Круг | Соперник              | Страна     | Результат | Основание                | Время схватки |
| ---- | --------------------- | ---------- | --------- | ------------------------ | ------------- |
| 1    | Лёк Альфлен           | Нидерланды | Победа    | Туше (0 штрафных баллов) | 0:35          |
| 2    | Йон Черня             | Румыния    | Ничья     | 2 штрафных балла         | -             |
| 3    | Джильберто Грамеллини | Италия     | Ничья     | 2 штрафных балла         | -             |
| 4    | Бернард Книттер       | Польша     | Поражение | Ввиду травмы             | 11:35         |

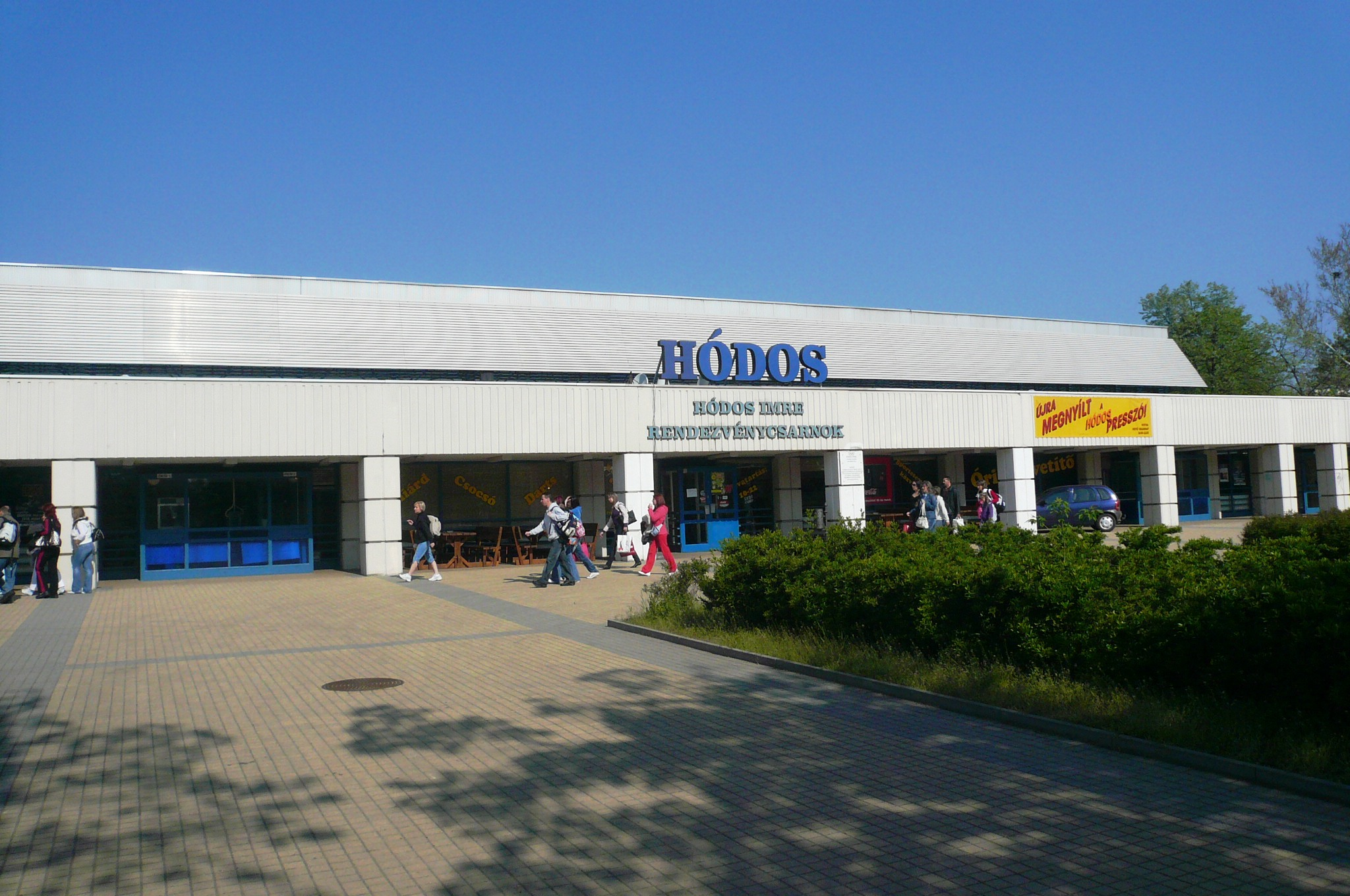
Выставочный зал имени Имре Ходоша

В 1960 году оставил большой спорт, но остался в борьбе, был судьёй международной категории, судил в том числе соревнования по борьбе в ходе Олимпийских игр 1988 года.
Умер в 1989 году. В Дебрецене открыт выставочный зал имени Имре Ходоша.